# Antisepsis

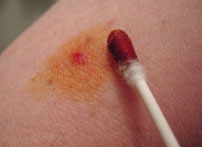
Wunddesinfektion mit Povidon-Iod

Mit Antisepsis (griechisch; „gegen Fäulnis“; von σῆψις „Fäulnis“; vgl. „Sepsis“) bezeichnet man alle Maßnahmen zur Verminderung der Keimzahl von infektiösen Keimen an lebenden Geweben und damit zur Verhinderung einer Infektion, z. B. durch Desinfektion mit Bioziden.
Seit der Einführung der Antisepsis durch Joseph Lister im 19. Jahrhundert (1867 bis 1874) wird im medizinischen Bereich als Hauptaufgabe der Antisepsis „die Desinficirung der Hände des Operirenden und aller Gegenstände, die mit dem Operationsfeld in Kontakt kommen“, beschrieben und das gründliche Waschen der Hände als grundlegende Maßnahme angesehen.
Abzugrenzen ist der Begriff der Antisepsis vom kurze Zeit später daraus entstandenen Konzept der Asepsis, die auf eine vollkommene Keimfreiheit abzielt und eine Basis heutiger Hygienemaßnahmen bildet. Diese ist auf Körperoberflächen jedoch kaum zu erreichen, da die Haut oder Schleimhaut nicht sterilisiert werden kann.

## Geschichte
Als Begründer der Antisepsis gilt Ignaz Semmelweis (1818–1865), der 1861 seine Erkenntnisse publiziert hatte und als „Retter der Mütter“ in die Geschichte der Medizin eingegangen ist. Zu seiner Zeit wurde die Mikroskopie schon lange betrieben und die Existenz von winzigen, nur mit dem Mikroskop sichtbaren „Wesen“ war bereits bekannt: Antoni van Leeuwenhoek (1632–1723) hatte schon „die kleinen Biesterkes“ beschrieben. Einzug in die Medizin hatte die Erkenntnis dieser „Wesen“ aber noch lange nicht gehalten. Die Krankheitsauffassung dieser Zeit besagte, dass eine schlechte Konstitution zu einer Erkrankung führte, eine Infektion wurde nicht als Ursache angesehen.
Am 12. August 1865 – einen Tag vor Ignaz Semmelweis’ Tod – führte Joseph Lister, angeregt durch Untersuchungen Louis Pasteurs, im schottischen Glasgow die erste Operation mit der von ihm entwickelten und propagierten Antisepsis an einem elfjährigen Jungen namens James Greenlees durch. Die Operation lief erfolgreich, schon sechs Wochen später konnte Greenlees das Krankenhaus vollkommen gesund verlassen. Im Zuge der Behandlung einer Patellafraktur wurde Carbolsäure zur Gewebsdesinfektion von Joseph Lister, 1. Baron Lister und dem Chirurgen Hector Cameron im Jahr 1867 eingesetzt. Ab März 1867 veröffentlichte Lister eine Artikelserie in der Zeitschrift The Lancet über seine antiseptische Maßnahme. Diese Veröffentlichungen revolutionierten die Chirurgie und läuteten das „Zeitalter der Antisepsis und Asepsis“ ein. Einer der ersten US-Amerikaner, der die Antisepsis nach Listers Methode praktisch angewandt hatte, war der in Chicago wirkende Chirurg Edmund Andrews (1824–1904). In einem Vortrag des Chirurgen Richard von Volkmann beim ersten Kongress der Deutschen Gesellschaft für Chirurgie am 10. April 1872 in Berlin wurde die Antisepsis behandelt, welche durch Friedrich Esmarch auch in die Kriegschirurgie eingeführt wurde. Noch 33 Jahre später zeigt sich der auf Kriegsverletzungen spezialisierte Chirurg Ernst von Bergmann beeindruckt. Er schrieb in der Zeitschrift Die Woche im Januar 1905 in seinem Artikel Über Schußwunden aus dem modernen Infanteriegewehr:

„Schon 1872 hatte von Volkmann auf dem ersten Kongreß deutscher Chirurgen, bei einem Vergleich der Knochenbrüche der unteren Extremitäten in Kriegs- und Friedenszeiten, die überraschende Tatsache mitgeteilt, daß die ersteren günstiger als die letzteren verlaufen, oder mit andern Worten, daß an jenen weniger als an diesen sterben. Obgleich die Schußfrakturen in der Regel Splitterbrüche sind und die komplizierten, d. h. mit einer Weichteilwunde verbundenen Friedensfrakturen das nicht sind, starben, selbst unter den verrufenen Verhältnissen der Krimkampagne, weniger an Schußfrakturen des Unterschenkels, nämlich 25 pCt., als in den Musterspitälern Europas während des Friedens zu sterben pflegten, nämlich 32,5 pCt. Der Grund hierfür konnte wohl nur in der verschiedenen Beschaffenheit der den Knochenbruch komplizierenden Weichteilwunden liegen. Bei den Friedensverletzungen sind sie, gleichgültig, ob eine Maschine mit ihren Zähnen und Stangen das Bein verletzt oder das Rad eines Straßenbahnwagens darüber geht, groß und weitklaffend, bei den Kriegsverletzungen klein und eng. In jene können die Entzündung erregenden Schädlichkeiten – die Eiterkokken – viel leichter eindringen als in diese. Die neue Lehre von der Wundvergiftung erklärte die auffällige Tatsache.“

Nach Einführung der Antisepsis und dem vermehrten Einsatz der chemischen Wundbehandlung mit Carbolspray und anderen desinfizierenden Mitteln stellte Ernst von Bergmann allerdings fest, dass nie alle Bakterien einer Wunde abgetötet werden können, ohne dass das sie umgebende Körpergewebe geschädigt wird, welches dann einen weiteren Nährboden für die überlebenden Bakterien darstellt. Eine spezifische Abtötung der Bakterien wurde erst später mit der Entwicklung und dem gezielten Einsatz von Antibiotika möglich.